# Florencio Terrada
Juan Florencio Terrada y Fretes (Buenos Aires, Virreinato del Río de la Plata, 7 de septiembre de 1782 - Buenos Aires, Argentina, 3 de mayo de 1824) fue un militar argentino, que luchó contra las Invasiones Inglesas y en la Guerra de Independencia de la Argentina.

## Biografía
Adquirió renombre durante las Invasiones Inglesas, cuando comandó la Compañía de Granaderos de Infantería o Provinciales, (más tarde denominados "de Fernando VII"), conocida como Granaderos de Terrada debido a la popularidad de su comandante. Tuvo una activa participación en la Revolución de Mayo y en las Expediciones Libertadoras de la Banda Oriental.
El 23 de diciembre de 1813 con el rango de coronel fue designado desde Buenos Aires por el Segundo Triunvirato como el primer Gobernador Intendente de la recientemente creada Gobernación Intendencia de Cuyo.
Desde ese momento Cuyo dejó de formar parte integrante de la Gobernación Intendencia de Córdoba del Tucumán. Ocupó el cargo de Gobernador Intendente desde el 19 de enero hasta el 4 de agosto de 1814, cuando tuvo que retirarse a Buenos Aires por haber sido designado Mayor de Plaza.
Luego de ser Gobernador Intendente de Mendoza, fue también Ministro de Guerra del Director Supremo Juan Martín de Pueyrredón y colaborador de San Martín.

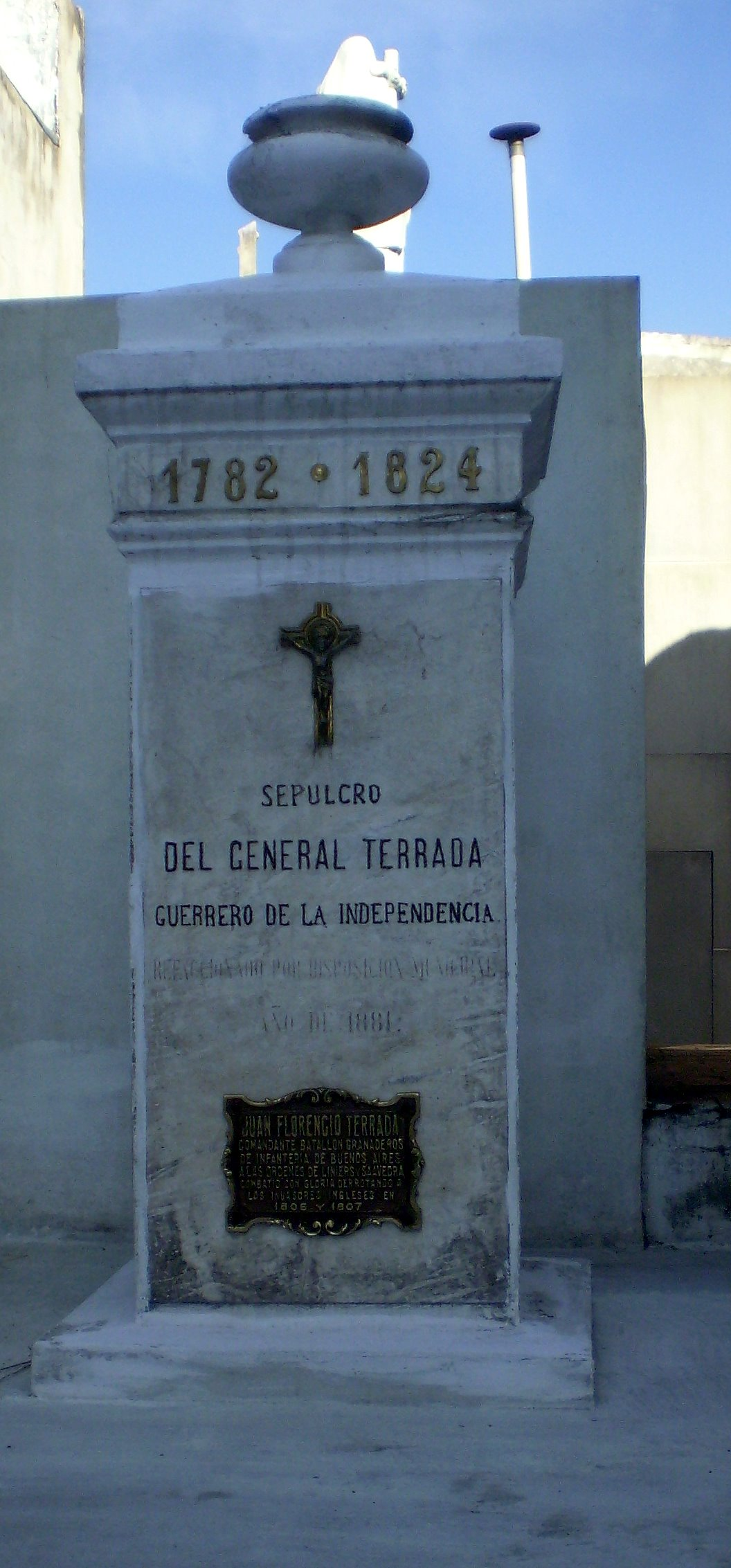
Sepulcro del General Florencio Terrada, en el cementerio de la Recoleta.

Siendo ministro, impartió el 24 de diciembre de 1816 a San Martín las instrucciones reservadas para realizar la expedición a Chile, mereciendo por su activa intervención en la preparación de la misma, la “Legión del Mérito de Chile”, otorgada el 14 de julio de 1818. 
Fue unos de los firmantes de la intimación que envió el general Miguel Estanislao Soler el 10 de febrero de 1820 al Cabildo de Buenos Aires, dando por terminado el Directorio y comenzando la llamada Anarquía del Año XX. El 7 de marzo de 1820 se dispuso que Terrada, que estaba confinado, regresase a la Capital. El 15 de febrero de 1822 fue reincorporado y redestinado el 28 del mismo.
Por S. R. del 8 de octubre de 1821 se ordenó que se le ajustasen los sueldos de su clase de coronel mayor durante el tiempo que estuvo separado del servicio. En aquella época, Terrada era propietario de la "Estancia La Limpia"; y casado con María Mármol.
Apartado de los asuntos públicos, Terrada falleció en Buenos Aires el 3 de mayo de 1824. Sus restos descansan en el Cementerio de la Recoleta.
| Precedido por: Alejo Nazarre (Teniente de Gobernador) | Gobernador Intendente de Cuyo 1813 - 1814 | Sucedido por: José C. Benegas (Presidente del Cabildo) |

- Datos: Q5863093